# Lampertheim (Duitsland)
Lampertheim is een plaats in de Duitse deelstaat Hessen, gelegen in de Kreis Bergstraße. De stad telt 32.660 inwoners.
Lampertheim ligt aan de Rijn en op een steenworp afstand ligt de stad Mannheim, dat in de deelstaat Baden-Württemberg ligt. Andere nabijgelegen steden zijn Worms, Darmstadt en Heidelberg. De naam Lampertheim stamt naar alle waarschijnlijkheid uit de Frankische tijd, toen het de thuisplaats (Heim) was van Lantberth (ook wel Lampert genoemd).

## Landbouw
Lampertheim staat bekend als 'Spargelstadt', oftewel Aspergestad. Rondom de stad is veel aspergeteelt te vinden en tevens vindt in het stadje jaarlijks het 'Spargelfest' (Aspergefeest) plaats.

## Geografie
Lampertheim heeft een oppervlakte van 72,3 km² en ligt in het centrum van Duitsland, iets ten westen van het geografisch middelpunt.

## Dialect
In Lampertheim spreekt men een eigen dialect, het Lampertheimer Plat (of het Lombadder-Platt zoals ze het zelf zeggen).
Abtsteinach ·
Bensheim ·
Biblis ·
Birkenau ·
Bürstadt ·
Einhausen ·
Fürth ·
Gorxheimertal ·
Grasellenbach ·
Groß-Rohrheim ·
Heppenheim (Bergstraße) · 
Hirschhorn (Neckar) · 
Lampertheim · 
Lautertal (Odenwald) · 
Lindenfels · 
Lorsch ·
Mörlenbach ·
Neckarsteinach ·
Rimbach ·
Viernheim ·
Wald-Michelbach ·
Zwingenberg